# Kuniów (Opole)
Kuniów [pronunciación en polaco: /ˈkuɲuf/] (en alemán: Kuhnau) es un pueblo en el distrito administrativo de Gmina Kluczbork, dentro del Distrito de Kluczbork, Voivodato de Opole, en el sudoeste de Polonia. Se encuentra aproximadamente 5 kilómetros al sur de Kluczbork y 38 kilómetros al noreste de la capital regional, Opole.